# Copadichromis ilesi
Copadichromis ilesi är en fiskart som beskrevs av Konings, 1999. Copadichromis ilesi ingår i släktet Copadichromis och familjen Cichlidae. IUCN kategoriserar arten globalt som livskraftig. Inga underarter finns listade i Catalogue of Life.